# Christopher Boykin

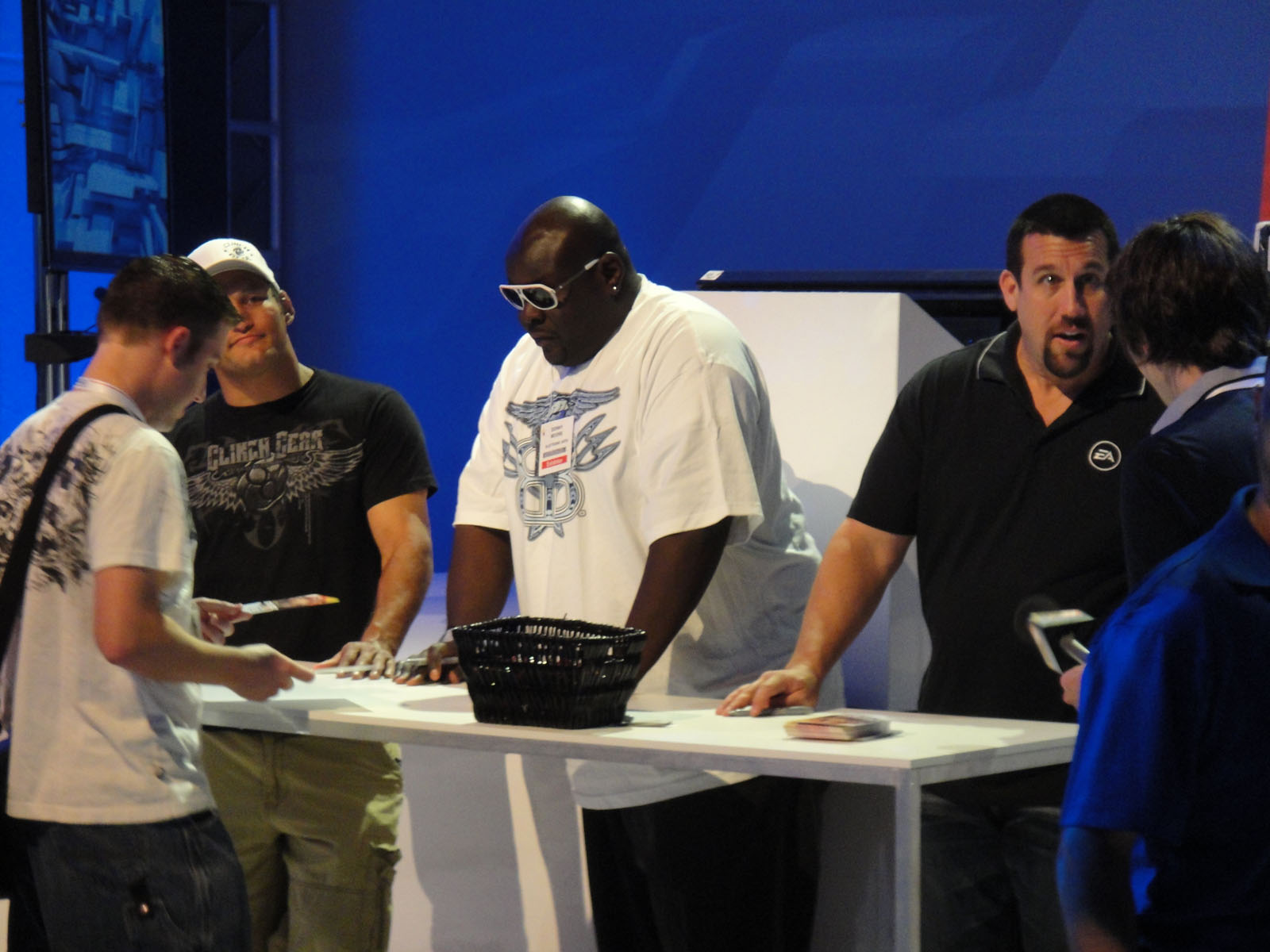
Boykin (midden) in 2010

Christopher "Big Black" Boykin (Chicago, 13 januari 1972 - 9 mei 2017) was een Amerikaanse entertainer. Hij was vooral bekend door de realityserie Rob & Big. Deze serie volgde het leven van skateboarder Rob Dyrdek. In de serie was hij Dyrdeks lijfwacht. Hij stond vooral bekend onder de naam Big Black.

## Carrière
Boykin was een Amerikaanse marineveteraan en gold binnen de marine als culinair specialist. Hij werkte eerst als lijfwacht die men kon inhuren, totdat hij in 2003 Rob Dyrdek ontmoette. Big Black had een website genaamd Dowork.com, waar hij T-shirts en accessoires verkocht voor mannen, vrouwen en kinderen met grotere maten. Hij overleed op 9 mei 2017 aan een hartaanval.